# Pseudagrion arabicum
Pseudagrion arabicum là một loài chuồn chuồn kim thuộc họ Coenagrionidae. Loài này có ở Ả Rập Xê Út và Yemen. Môi trường sống tự nhiên của chúng là sông ngòi. Chúng hiện đang bị đe dọa vì mất nơi sống.